# ری (ضمیر)
ری (به اسپرانتو: Ri) در زبان اسپرانتو، ضمیر سوم شخص مفرد فاقد جنسیت است.  این ضمیر به عنوان جایگزینی برای ضمایر سوم شخص مفرد دارای جنسیت (li برای مذکر و ŝi برای مونث) استفاده می‌شود. این ضمیر زمانی مورد استفاده قرار می‌گیرد که جنسیت فرد مورد صحبت مشخص نباشد و یا متکلم عامدا از اشاره به آن خودداری کند. کاربرد این ضمیر تا حدودی مشابه استفاده از ضمیر They در حالت مفرد در زبان انگلیسی است.
ضمیر ری توسط خوانندگان اسپرانتیست بسیاری مورد استفاده قرار گرفته است که از میان آن‌ها می‌توان به گروه موسیقی La Perdita Generacio (نسل گمشده) اشاره کرد.

## کاربردها
ضمیر ری در جایگاه‌های ذیل به کار برده می‌شود:
| کاربرد                        | جمله نمونه                                            | ترجمه فارسی                                       |
| ----------------------------- | ----------------------------------------------------- | ------------------------------------------------- |
| عدم اشاره به جنسیت از روی عمد | Mi konas iun, kiu diris ke ri ŝatas ananasajn picojn. | من یک نفر را می‌شناسم که پیتزای آناناسی دوست دارد. |
| عدم اطلاع از جنسیت فرد        | Iu postlasis valizon, en kiu estas riaj ŝlosiloj.     | یک نفر چمدانش که کلیدهایش در آن بود را جا گذاشت.  |
| اشاره به فرد خارج از جنسیت    | Alekso kaj ria amiko estas ambaŭ neduumaj.            | الکس و دوستش هردو کوئیر هستند.                    |

## تاریخچه
تاریخچه‌ی دقیق ضمیر ری نامشخص است. این ضمیر به صورت مستقل چندین بار و به دلایل مختلف تاکنون پیشنهاد شده است. دلیل این موضوع آن است که انتخاب دیگری برای جایگزینی ضمیر سوم شخص مفرد وجود ندارد که به صورت همزمان هم از الگوی دیگر ضمایر تبعیت کند و هم پیش برای کاربرد دیگری استفاده نشده باشد.
اولین کاربرد ثبت شده از این ضمیر را می‌توان در مجله‌ی Eĥo (اِخو) از انجمن اسپرانتو دانمارک دید. در این شماره‌ی مجله، ضمیر ri (او فاقد جنسیت) در کنار ضمایر پیشین li (او مذکر) و ŝi (او مونث) پیشنهاد شده بود. با این حال تا سال ۲۰۱۰ این ضمیر تنها به صورت غیررسمی مورد استفاده قرار می‌گرفت. اما پس از سال ۲۰۱۰، مخصوصا در میان جوانان کاربرد این ضمیر رشد بسیاری را تجربه کرد. دلیل این موضوع همزمانی با رویکرد فرهنگی مشابه افراد در رابطه با ضمایر جنسیت محور در دیگر زبان‌ها بود.
در ۲۳ اردیبهشت ۱۳۹۹، مارکوس کرامر (Marcos Cramer)، یکی از اعضای آکادمی اسپرانتو، پژوهشی درباره‌ی کاربرد ضمایر فاقد جنسیت در زبان اسپرانتو منتشر کرد. نتیجه‌ی این پژوهش نشان داد که کاربرد ضمیر ری در طی ده سال گذشته گسترش بسیاری داشته است و این افزایش کاربرد به صورت مخصوص در میان جوانان اسپرانتیست قابل مشاهده است. موضوع دیگر قابل توجه در این پژوهش کاربرد بسیار زیاد این ضمیر برای اشاره به افراد خارج از جنسیت بود اما استفاده از این ضمیر برای اشاره به فردی غیرمشخص نیز معمول است.
تا سال ۲۰۱۹، کتاب مشهور گرامر اسپرانتو PMEG (Plena Manlibro de Esperanta Gramatiko) توصیه به عدم استفاده از این ضمیر می‌کرد. اما در آخرین نسخه‌ی این کتاب گرامر دیگر توصیه‌ای مبنی بر عدم استفاده از ضمیر ری وجود ندارد. اکنون این ضمیر بدون هیچگونه قضاوتی در کتاب مورد اشاره قرار گرفته و چندین مثال نیز از آن یاد شده است.
ضمیر ری از طرف آکادمی اسپرانتو به صورت رسمی پذیرفته نشده است اما بعضی از اعضای آکادمی از آن استفاده می‌کنند. در چهارم تیر ماه ۱۳۹۹، آکادمی اسپرانتو به صورت رسمی به پرسش درباره‌ی کاربرد این ضمیر برای افراد خارج از جنسیت چنین پاسخ داد:
«پرسش درباره‌ی موضوع چالش‌برانگیزی است، چرا که در زبان اسپرانتو یک ضمیر سنتی برای افرادی که خود را عضو یکی از جنسیت‌های دوگانه‌ی سنتی نمی‌دانند وجود ندارد. تا کنون نیز هیچ جایگزینی به صورت کامل از طرف متکلمین زبان اسپرانتو پذیرفته نشده است. آکادمی زبان اسپرانتو با دقت تغییرات و تحولات زبانی کنونی را مشاهده، بررسی و مورد بحث قرار می‌دهد. به عنوان یک نهاد مشورتی و نه یک نهاد تصمیم‌گیرنده، آکادمی اسپرانتو اکنون نمی‌تواند توصیه، تصمیم یا برداشت خاصی از مبانی اسپرانتو را از طرف آکادمی ارائه دهد.»

### ضمیر ری در ایران
زبان فارسی از معدود زبان‌هایی است که ضمیر سوم شخص مفرد مجزا برای جنسیت‌های زن و مرد ندارد و برای همه‌ی جنسیت‌ها از ضمیر «او» استفاده می‌شود. این موضوع باعث شده است که اسپرانتودانان ایران پیش از این نیز با کاربرد ضمیر ری آشنا و گاهی از آن استفاده کنند. قابل ذکر است که کتاب آموزش زبان اسپرانتو فارسی «زبان دوم» (نوشته‌ی دکتر صاحب الزمانی) به صورت مشخص کاربرد ضمیر ری را توصیه می‌کند.

## ری‌گرایی
استفاده از ضمیر Ri در میان اسپرانتودانان موضوع بحث‌برانگیزی است. ری‌گرایی (به اسپرانتو: Riismo) به معنای حمایت از استفاده از ضمیر ری در زبان اسپرانتو است. در مقابل، برخی اسپرانتودانان مخالف افزودن ضمیرهای تازه به این زبان هستند.
ری‌گرایی، در کنار جی‌گرایی (به اسپرانتو: Ĝiismo) و ایچ‌گرایی (به اسپرانتو: Iĉismo)، از جمله تلاش‌ها برای خنثی سازی زبان اسپرانتو به لحاظ جنسیتی هستند، این نوع نگاه با پیدایش جنبش‌های آزادی جنسیتی در سال‌های اخیر بیش از پیش مورد استقبال قرار گرفته‌است.